# Cameron Girdlestone
Cameron Girdlestone (ur. 29 kwietnia 1988) – australijski wioślarz, srebrny medalista olimpijski z Rio de Janeiro.
Zawody w 2016 były jego pierwszymi igrzyskami olimpijskimi. W Brazylii zajął 2. miejsce w czwórce podwójnej, osadę tworzyli także James McRae, Karsten Forsterling i Alexander Belonogoff. W tej samej konkurencji zajął drugie miejsce na mistrzostwach świata w 2015.